# Макс и его компания
«Ма́кс и его́ компа́ния» (англ. Max & Co) — французский кукольный мультфильм, созданный в 2007 году на студии «Max-LeFilm»

## Сюжет

Макс и госпожа Дуду.

Мультфильм рассказывает о лисёнке по имени Макс. Он проводит своё детство в приюте. Когда Макс подрастает, он отправляется на поиски своего отца Джонни Би Гуда и, одновременно, устраивается работать на завод «Bzzz & Co» по производству средств для уничтожения насекомых — мухобоек. Владелец завода жаба Рудольф в погоне за сверхприбылями прибегает к помощи науки.
Работает на Рудольфа злой учёный, который получает от Рудольфа задачу — клонировать огромное количество мух. В результате учёный нечаянно создает монстра-мутанта — гигантскую, злобно настроенную муху, которая угрожает всему живому…
На борьбу против мух мужественно поднимается наш Макс вместе со своей подругой Фелиси и другие жители города. В итоге, добро успешно побеждает зло.